# 西羽与一郎

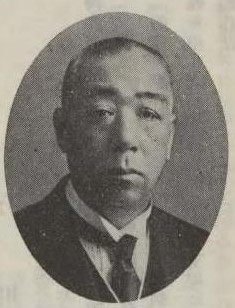
西羽与一郎

西羽 与一郎（1902年（明治35年） - 没年不明）は、日本の発明家。
大河原 和英として生まれる。神戸川崎造船所の模型見習工となり、その間補習学校兵庫県立神戸工業学校別科を経て神戸工業高等専修学校機械科を卒業し、神戸紙管製造所に入社した。

## 特許
- 特許第95584号 紙管製造方法